# Pabst (Familienname)
Pabst ist ein deutscher Familienname.

## Namensträger

### A
- Adolf Pabst (1899–1990), US-amerikanischer Mineraloge
- Adrian Pabst (* 1976), britischer Religionswissenschaftler und Politikwissenschaftler
- Albert Pabst (Pädagoge, 1822) (Albert Friedrich Julius Pabst; 1822–1907), deutscher Schulinspektor
- Albert Pabst (Dirigent) (1861–1905), deutscher Musiker und Dirigent
- Albert Pabst (Pädagoge, 1874) (1874–nach 1907), deutscher Zeichenlehrer und Turnlehrer
- Andreas Pabst (* 1979), deutscher Dirigent, Pianist und Arrangeur
- Angela Pabst (* 1957), deutsche Althistorikerin
- Arthur Pabst (1852–1896), deutscher Kunsthistoriker und Museumsdirektor
- Augie Pabst (August Wilhelm Pabst; 1933–2024), US-amerikanischer Automobilrennfahrer
- August Pabst (Komponist) (Friedrich August Pabst; 1811–1885), deutscher Komponist
- August Pabst (Schulrat) (1823–1907), deutscher Lehrer
- August Pabst (Dirigent) (1869–1900), deutscher Dirigent

### B
- Bernhard Pabst (* 1960), deutscher Mittellateinischer Philologe
- Bertha Pabst-Ross (1824–1910), deutsche Malerin

### C
- Camille Alfred Pabst (1828–1898), französischer Maler
- Carl Eugenius Pabst von Ohain (1718–1784), deutscher Mineraloge
- Christian Pabst (* 1984), deutscher Jazzmusiker
- Christiane Pabst (* 1973), Linguistin und Chefredakteurin des Österreichischen Wörterbuches
- Corrie Pabst (1865–1943), niederländische Malerin
- Curt Weiße-Pabst (1888–1953), deutscher Kabarettist

### E
- Erich Pabst (1890–1955), deutscher Schauspieler, Theaterregisseur und Drehbuchautor
- Ernst Pabst (Richter) (1884–nach 1952), deutscher Jurist und Richter
- Ernst Pabst (Fußballspieler) (* 1937), deutscher Fußballspieler

### F
- Florentine Pabst, deutsche Journalistin
- Franz Pabst (1888–1962), deutscher Ingenieur
- Frederick Pabst (1836–1904), deutschamerikanischer Bierbrauer
- Friedrich Pabst (1827–1898), deutscher Gutsbesitzer und Politiker, MdR

### G
- Gerhard Pabst (* 1934), deutscher Musiker
- Georg Wilhelm Pabst (1885–1967), österreichischer Filmregisseur
- Gottfried Pabst von Ohain (1656–1729), deutscher Wardein
- Guido Frederico João Pabst (1914–1980), brasilianischer Botaniker
- Gustav Pabst (1840–1911), deutscher Botaniker

### H
- Hans Pabst (Geistlicher) (1889–1968), deutscher Geistlicher und Domkapellmeister
- Hans Joachim Pabst von Ohain (1911–1998), deutscher Physiker und Erfinder
- Hans-Jürgen Pabst (Sportfunktionär) (1931–2008), deutscher Hockeysportfunktionär
- Hans-Jürgen Pabst (1954–2018), deutscher Schauspieler
- Hans Werner Pabst (1923–2006), deutscher Nuklearmediziner und Hochschullehrer
- Heinrich Wilhelm von Pabst (1798–1868), deutsch-österreichischer Agrarwissenschaftler
- Helmut Pabst (Mediziner) (* 1942/1943), deutscher Sportmediziner und Basketballspieler
- Helmut Pabst (Fußballspieler) (* 1951), deutscher Fußballtorhüter
- Henri Pabst (* 2004), deutscher Handballspieler
- Hermann Pabst (Historiker) (1842–1870), deutscher Historiker
- Hermann Pabst (Widerstandskämpfer), deutscher Widerstandskämpfer
- Hermann Moritz Pabst (1833–1908), deutscher Lepidopterologe und Dichter

### I
- Inka Pabst (* 1972), deutsche Schauspielerin
- Irina Pabst (1928–2004), deutsche AIDS-Aktivistin

### J
- Jean Charles Pabst (1873–1942), niederländischer Diplomat
- Joachim Pierre Pabst (1910–1977), deutscher Journalist
- Johann Pabst (Politiker, 1860) (1860–1926), österreichischer Politiker (CSP)
- Johann Pabst (1916–1999), österreichischer Politiker (ÖVP)
- Johann Heinrich Pabst (1785–1838), deutsch-österreichischer Philosoph und Mediziner
- Josef Pabst (1879–1950), deutscher Steinmetz, Plastiker und Bildhauer
- Julius Pabst (1817–1881), deutscher Schriftsteller und Dramaturg
- Justus Pabst (1875–1958), deutscher Heimatforscher und Fotograf

### K
- Karl Pabst (Politiker) (1835–1910), deutscher Politiker, Oberbürgermeister von Weimar
- Karl Pabst (Maler) (1884–1971), deutscher Maler, Zeichner und Lithograph
- Karl Robert Pabst (1809–1873), deutsch-schweizerischer Philologe
- Kevin Pabst (* 1991), deutscher Trompeter

### L
- Laurentius Pabst (1599–1672), deutsch-österreichischer Mediziner
- Leon Pabst (* 1991), deutscher Handballspieler

### M
- Marita Pabst-Weinschenk (* 1955), deutsche Sprechwissenschaftlerin
- Michael Pabst (* 1942), österreichischer Opernsänger (Tenor)

### O
- Omar Pabst, chilenischer Tennisspieler
- Otto Pabst (1906–1987), deutscher Jurist und Kirchenrat

### P
- Pamela Pabst (* 1978), deutsche Rechtsanwältin
- Paul Pabst (Maler) (1889–1970), deutscher Maler und Grafiker.
- Paul Pabst (Musiker) (Pawel Pabst; 1854–1897), deutsch-baltischer Musiker
- Peter Pabst (* 1944), deutscher Bühnenbildner und Filmarchitekt

### R
- Reinhard Pabst (Mediziner) (* 1943), deutscher Anatom und Hochschullehrer
- Reinhard Pabst (Germanist) (* 1963), deutscher Germanist, Literaturhistoriker und Publizist
- Rudolf Pabst von Ohain (1846–1911), deutscher Generalleutnant

### S
- Siegfried Pabst (* 1944), deutscher Unternehmer und Verleger
- Stefan Pabst (* 1983), österreichischer Musiker, Autor und Grafiker
- Stephan Pabst (* 1972), deutscher Literaturwissenschaftler

### T
- Theo Pabst (1905–1979), deutscher Architekt

### W
- Waldemar Pabst (1880–1970), deutscher Offizier und Waffenhändler
- Walter Pabst (1907–1992), deutscher Romanist und Hochschullehrer
- Wilhelm Pabst (Paläontologe) (1856–1908), deutscher Paläontologe und Mineraloge
- Wilhelm Pabst (Agrarwissenschaftler), deutscher Agrarwissenschaftler, Herausgeber des Fachbuchs Tierproduktion
- Wilhelm Bernhard Pabst (1905–1964), Mitglied der Widerstandsgruppe Neu Beginnen in Mannheim und deutscher Architekt in Südafrika
- Willy Pabst (1904–nach 1984), deutscher Parteifunktionär (KPD/SED), Widerstandskämpfer und Politiker